# 3 (band)
3 was een Amerikaans-Britse rockband die rond 1988 bestond. Een alternatieve naam voor de band was Emerson, Berry & Palmer.

## Band
Het band ontstond in een periode dat Emerson, Lake & Palmer niet bestond en plaatsvervanger Emerson, Lake & Powell alweer was opgeheven. Carl Palmer en Robert Berry hadden elkaar ontmoet en kwamen onder manager John Kalodner van Geffen Records bij elkaar. Ze wilden wel samenwerken. In die periode werd echter een poging gewaagd Emerson, Lake & Palmer weer bij elkaar te brengen, maar de eerste twee konden niet door één deur. Berry en Palmer zochten samenwerking met Joe Lynn Turner (Rainbow, Deep Purple), Al Greenwood (Foreigner) en Don Airey maar het kwam allemaal niet van de grond. Berry kon wel aan de slag bij GTR, waar Steve Hackett net was opgestapt. Nu waren het Emerson en Palmer de initiatiefnemers en Berry verliet GTR in voorjaar 1987.
De band was geen lang leven beschoren. De band bracht één studioalbum uit, verzorgde ongeveer een jaar lang optredens onder de naam Emerson & Palmer en verdween weer in stilte. Tijdens die concerten werd er geen werk gespeeld waarbij Greg Lake als componist betrokken was. Sommige optredens werden begeleid door gitarist Paul Keller en achtergrondzangeressen Debra Parks en Jennifer Steele.   
Van een van de optredens werden opnamen gemaakt door HBO van WarnerMedia; het betrof een concert in 1988 voor Atlantic Records (van WarnerMedia), maar daar mocht geen nieuw werk gespeeld worden, want de rechten daarvan berustten bij Geffen Records. Er volgden nog twee livealbum via Rock Beat Records, maar de band ging dus snel ter ziele. Keith Emerson en Carl Palmer haalden toch Greg Lake weer over en namen Black Moon op. Robert Berry startte de band Alliance en gaf solowerk uit.
De muziek gaf een splitsing weer. Het was symfonische rock van Emerson en popachtige ballads van Berry. Geffen wist Emerson en Palmer te overtuigen van het commercieel belang.

## Nasleep
Vooral die opgelegde tweesoortigheid deed 3 de das om volgens Berry aan IO Pages (151, juli/augustus 2018). Emerson had geen zin in popmuziek met bijvoorbeeld die achtergrondzangeressen. Het was dan ook Emerson die de stekker eruit trok, nadat er wel al plannen waren voor een opvolger. Berry had al een aantal songs klaar; zij verhuisden naar zijn album Pilgrimage to a point. Berry bleef echter benieuwd naar hoe hun samenwerking had kunnen klinken en nam met een livealbum achter de hand veel later weer contact met Emerson. Net toen hij weer bezig was voor 3 overleed Keith Emerson (11 maart 2016). De erfgenamen van Emerson wilden echter Emersons toetsen niet op het geplande album horen, Berry mocht wel diens muziek gebruiken. Emerson had wel een naam bedacht voor de band: One. Berry vroeg Palmer nog voor de drumpartij, maar die had het daarvoor te druk (ELP Legacy). In 2018 verscheen onder de bandnaam 3.2 het album The rules have changed, helemaal volgespeeld door Berry.

## Musici
- Keith Emerson – toetsinstrumenten
- Robert Berry – zang, gitaar, basgitaar
- Carl Palmer – drumstel, percussie

## Discografie
- 1988: To the power of three
- 2015: Live Boston 88 (opgenomen 15 april 1988 Paradise Theater, Boston
- 2017: Live-Rockin’the Ritz (opgenomen 14 april 1988)